# Igreja de Nossa Senhora dos Remédios (São Luís)
A Igreja de Nossa Senhora dos Remédios está localizada em frente à Praça Gonçalves Dias, no centro de São Luís, e é uma das igrejas católicas mais importantes da cidade.

## História
A primeira referência à Igreja dos Remédios aparece em uma escritura pública datada de 23 de fevereiro de 1719 na qual o superior dos religiosos franciscanos, João da Silva Cutrim, doou ao capitão Manoel Monteiro de Carvalho as terras localizadas na chamada ponta do Romeu, onde se comprometeu a construir uma ermida. O capitão tomou posse de uma área quadrada de 50 braças de lado, que achou ser o espaço necessário para a construção, que foi iniciada em 16 de julho de 1719 e terminada em setembro do mesmo ano.
Em um documento escrito em Roma, localizado na câmara eclesiástica e datado de 8 de julho de 1725, o cardeal Paulutius aprova e confirma a cessão do lote de terra a Manoel Monteiro de Carvalho. A pequena capela, construída no meio dos matos, inicialmente atraía os fieis apenas pelo espírito religioso. Porém, a ocasião em que um escravo se escondeu na capela e matou seu senhor que o procurava, afugentou os devotos. Em 1775, o governador Joaquim de Mello e Póvoas abriu uma estrada de acesso à ponta do Romeu, ligando a capela à Estrada Real (atual Rua Grande) e novamente atraindo os fieis. Hoje esta estrada corresponde à Rua Rio Branco.

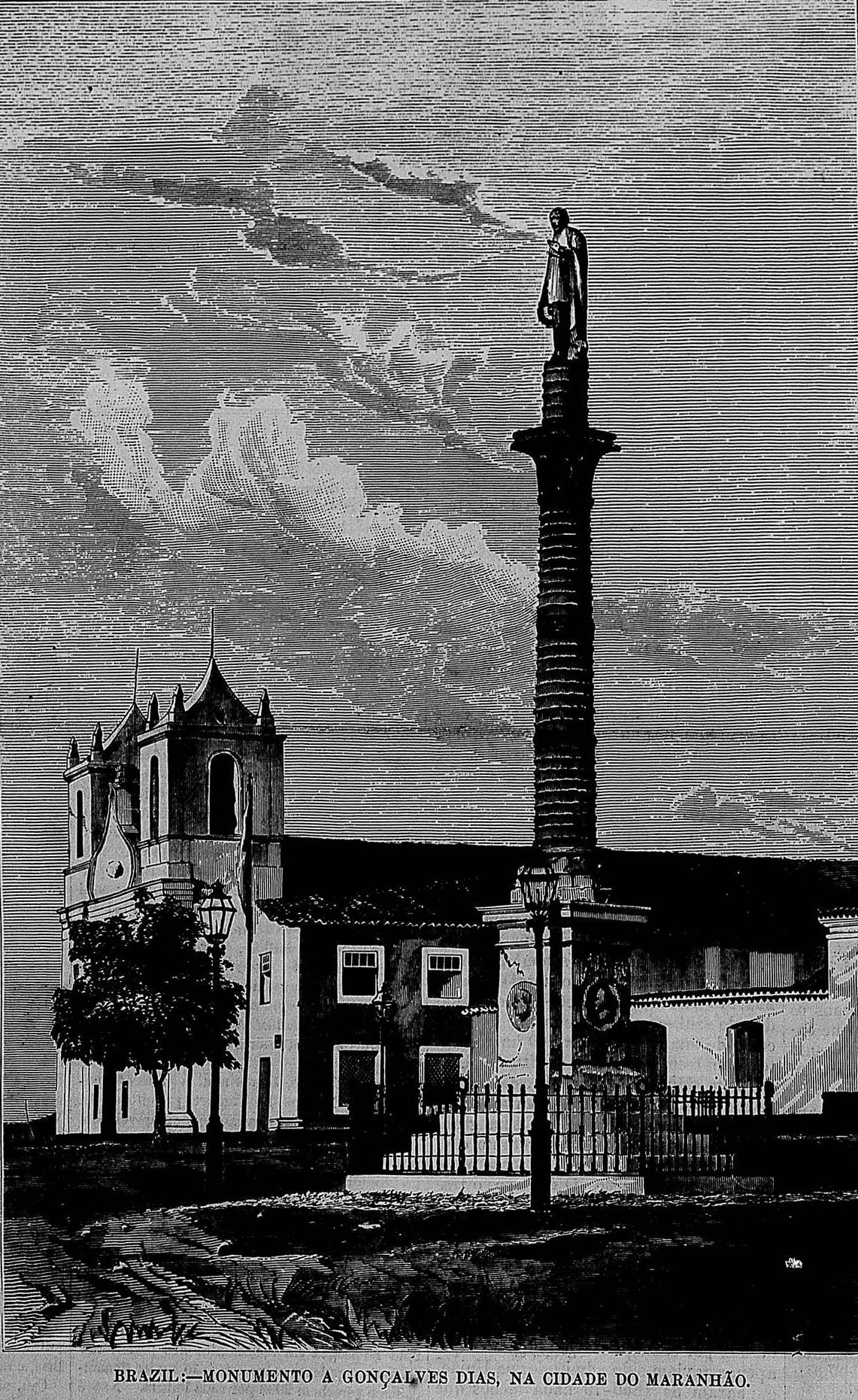
Ilustração de 1874 do monumento a Gonçalves Dias. Percebe-se que a igreja, ao fundo, não tinha as características físicas da construção atual

No final do século XVIII, arruinada, a capela desabou. Foi reedificada através de doações obtidas do comércio e navegação pelo ermitão Francisco Xavier. No início do século XIX, a igreja se encontrava grandiosamente enriquecida pelas doações de negociantes do Maranhão, que tomaram Nossa Senhora dos Remédios como protetora do comércio. Em frente à igreja se situava uma das melhores praças da cidade, cercada por grades de ferro e com uma escadaria que descia diretamente para o mar, feita pelo governador João Silveira de Sousa com recursos próprios em 1860. A igreja, novamente em ruínas, recebeu reparos neste mesmo ano. As obras tiveram custo de Rs. 12:000$000 réis e incluíram cinco grandes arcos (um separando a capela-mor do corpo da igreja e dois em cada uma das paredes laterais), quatro salões mobiliados correspondentes aos arcos laterais, a renovação do altar e a substituição da grade de madeira do coro por uma de ferro.
A igreja é palco do festejo de Nossa Senhora dos Remédios, um dos mais tradicionais do Maranhão, sobre o qual César Marques escreve, em 1870:
Todos os annos celebra-se ahi com muita ostentação e pompa a festividade de N. S. dos Remedios.

A localidade sobre o mar, a circumstancia d'estar n'um arrebalde da cidade, e a lua que n'este tempo parece ser mais linda e espalhar seus raios mais brilhantes sobre esse largo, faz com que seja immensa a concorrencia no novenario e dia da festa.
Durante as noites quasi sempre tocam duas bandas de musica marcial, armam-se barracas para pequenos hoteis e alguns divertimentos para o publico, na vespera embandeira-se todo o largo, e no dia da festa no alpendre trocam-se registros, medalhas, e fitas ou medidas.
No seguinte dia, ainda costuma haver musica à tarde e à noite, e o alpendre continua aberto à concorrência publica.
É semelhante à N. S. das Neves na Paraíba, do Senhor do Bonfim na Bahia, e de N. S. de Nazaré no Pará, e nunca se lamentou ahi um facto criminoso

## Características

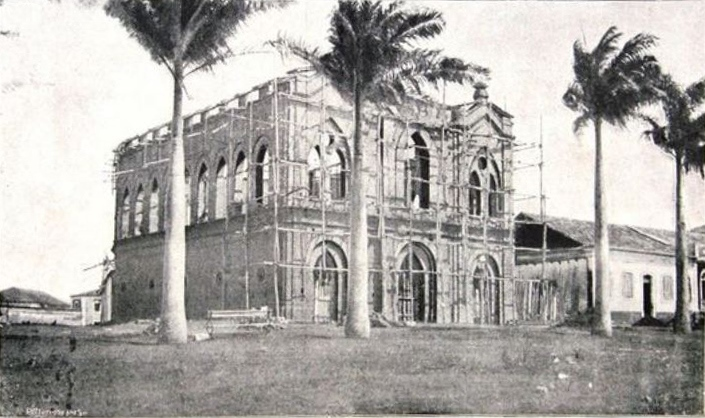
A igreja atual, ainda em construção, por volta de 1903

Dentre as maiores igrejas católicas de São Luís, esta é a única construída em estilo gótico. A igreja não possui mais elementos da primeira ermida, construída em 1719, e talvez nem mesmo da segunda, datada de 1860 e que tinha apenas um corpo de fachada, 4 janelas no segundo pavimento e duas torres laterais de base quadrangular. A igreja atual tem três corpos de fachada, com janelas em formato ogivado. Possui uma única torre sineira, ao centro, com base quadrangular e duas aberturas em cada lado, encimadas por óculo e rosácea. No topo da torre há uma pirâmide octogonal sobre a qual se eleva uma cruz de ferro. As fachadas laterais também possuem óculos e rosáceas, e são encimadas por cruzes de ferro ladeadas pelas estátuas dos Evangelistas: Lucas, João, Mateus e Marcos, esculpidas por Teixeira de Lopes e posicionadas em 1907. Os vitrais que ornam a igreja são alemães, do século XX. O interior possui três altares, sendo o principal em mármore.